# آرتور گور (تنیس‌باز)
آرتور گور (انگلیسی: Arthur Gore؛ زاده ۲ ژانویهٔ ۱۸۶۸ درگذشته ۱ دسامبر ۱۹۲۸) یک تنیس‌باز اهل بریتانیا بود.